# Isabella Levina Lueen
Levina (Bonn, 1991. május 1. –) német énekes és dalszerző. Ő képviselte Németországot a 2017-es Eurovíziós Dalfesztiválon, Kijevben Perfect Life című dalával.

## Élete
Chemnitzben nőtt fel.
A londoni Tech Music School-ban (TMS) és a King’s College-ben tanult.
2017 es 2019 között a Deutsche Wellenél müsorvető volt. Hetente a PopXport – Das Deutsche Musikmagazin című műsorban hallható volt.

## Diszkográfia
Album
- 2017: Unexpected (Unser Song Records)

EPs
- 2015: Bedroom Records (Far Away / How to Dance / The Night)
- 2017: Perfect Life (Wildfire / Perfect Life / Wildfire (Instrumental) / Perfect Life (Instrumental))

Kis lemeszek
- 2016: Divided
- 2017: Perfect Life / Wildfire
- 2017: Stop Right There / Stop Right There (Live & Acoustic)